# Jadzia Dax
Jadzia Dax is een personage uit het Star Trek universum, uit de serie Star Trek: Deep Space Nine. Jadzia Dax werd gespeeld door de Amerikaanse actrice Terry Farrell.
Jadzia Dax was een Trill: een samengesteld wezen bestaande uit een humanoïde gastlichaam met in dat lichaam een kleine symbiont.

## Biografie
Jadzia werd geboren in 2341 op de Trill thuiswereld. In 2359 ging ze naar de Starfleet Academie, waar ze astrofysica, buitenaardse archeologie, astrobiologie en zoölogie studeerde. Na haar opleiding op de Starfleet Academie in 2363 had afgerond, ging ze terug naar haar geboorteplaneet om bij de Trill Symbiose Commissie een aanvraag voor symbiose te doen. Nadat ze werd afgewezen, probeerde ze het op voorspraak van Curzon Dax nog een keer. Ditmaal lukte het wel, waarmee ze de enige Trill was die ooit het programma succesvol had doorlopen na eerst te zijn gezakt. Nadat Curzon in 2367 was gestorven, kreeg Jadzia zijn Dax symbiont, waarna ze Jadzia Dax heette.

## Deep Space Nine
Ze werd wetenschappelijk officier aan boord van het Federatie ruimtestation Deep Space Nine, onder commando van Benjamin Sisko. Ze raakte haar symbiont gedurende korte tijd kwijt aan Verad, een Trill die vond dat hij onterecht behandeld was door de Trill Symbiose Commissie, en daarom Jadzia dwong Dax aan hem af te staan. Hierdoor werd Verad voor even Verad Dax. Maar hij werd al vlug opgepakt en de Dax-symbiont werd opnieuw bij Jadzia ingebracht.
Nadat lt. commander Worf op het ruimtestation werd gestationeerd, werd Jadzia, die altijd al veel interesse in Klingons had, verliefd op hem. Ze trouwden, waardoor Jadzia lid werd van het Klingon Huis van Martok.
Tijdens de oorlog met de Dominion (2374) werd Jadzia dodelijk gewond door een aanval van de Cardassiaan Gul Dukat. Tijdens de terugreis naar de Trill-planeet stierf de symbiont ook bijna. Als noodoplossing werd de symbiont bij de niet voorbereide Ezri Tigan ingebracht, die daarna dus Ezri Dax ging heten.

## Trivia
- Omdat Jadzia Dax de herinneringen van Benjamin Sisko's oude vriend Curzon Dax had, noemde hij haar vaak "old man" (oude man).